# AH14
La Asian Highway 14 (AH14) è un percorso stradale appartenente alla rete delle Autostrade asiatiche ed ha una lunghezza di 2004 km. Ha origine a Haiphong in Vietnam e termina a Mandalay in Birmania. La parte iniziale del percorso, attraverso Vietnam e Cina, è composta da autostrade e strade extraurbane a doppia carreggiata a 4 o più corsie. La parte terminale della AH14 in Birmania si presenta come strada statale a carreggiata unica.
La AH14 è collegata alla AH1 e AH2 a Mandalay, con la AH3 a Kunming e la AH1 di nuovo ad Hanoi.

## Strade interessate
| Nazione  | Strada                  | Percorso                                   | Intersezioni con AH |
| -------- | ----------------------- | ------------------------------------------ | ------------------- |
| Vietnam  | Autostrada CT.04        | Haiphong - Hanoi                           |                     |
| Vietnam  | Strada QL.1             | Tangeziale di Hanoi                        |                     |
| Vietnam  | Strada QL.5             | Tangeziale di Hanoi                        |                     |
| Vietnam  | Autostrada CT.05        | Hanoi - Lào Cai                            |                     |
|          | Confine Vietnam - Cina  | (valico di frontiera Lao Cai - Hekou)      |                     |
| Cina     | Autostrada G8011        | Hekou - Kaiyuan                            |                     |
| Cina     | Autostrada G80          | Kaiyuan - Shilinzhen                       |                     |
| Cina     | Autostrada G78          | Shilinzhen - Kunming                       |                     |
| Cina     | Autostrada G56          | Kunming - Zhen'an - Mangshi - fino a Ruili |                     |
|          | Confine Cina - Birmania | (valico di frontiera Ruili - Muse)         |                     |
| Birmania | Strada nazionale 3      | Muse fino a Mandalay                       | ,                   |